# Carrigaholt
Carrigaholt (Iers: Carraig an Chabhaltaigh; Nederlands: Rots van de vloot) is een vissersdorp in zuid-west County Clare in Ierland. Het dorp is gelegen bij de plaats waar de Moyarta uitmondt in de Shannon.
Carrigaholt is deel van de katholieke parochie Carrigaholt, onderdeel van het Bisdom Killaloe.
Het gebruik van de Ierse taal nam door allerlei reden gestaag af. Tot in de jaren veertig werd in het dorp en omgeving het Iers veel gesproken. Tot 1956 was het geclassificeerd als een officiële Gaeltacht (Iers-sprekend gebied).

## Economie

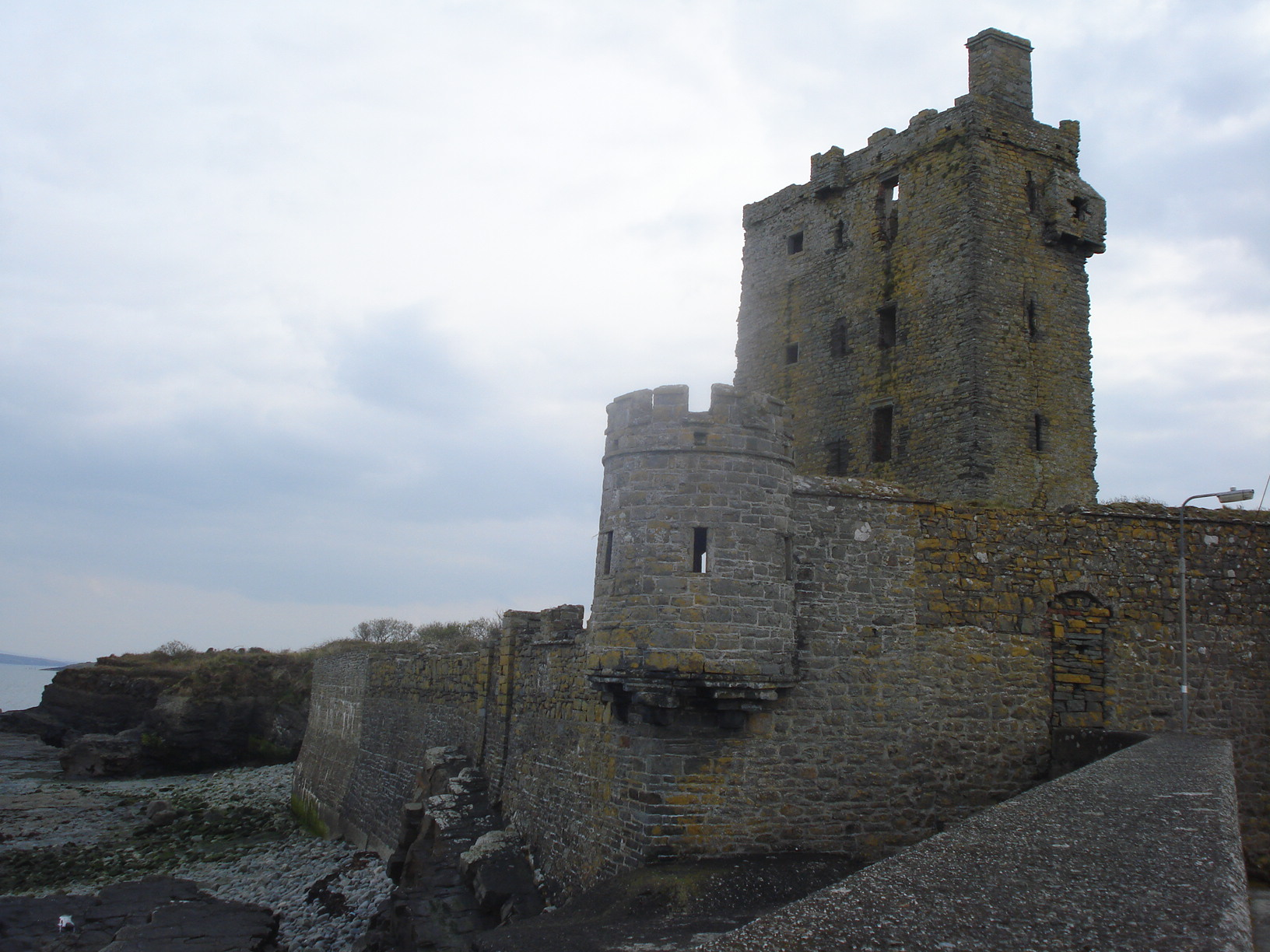
Carrigaholt Castle, genomen vanaf de nieuwe kade

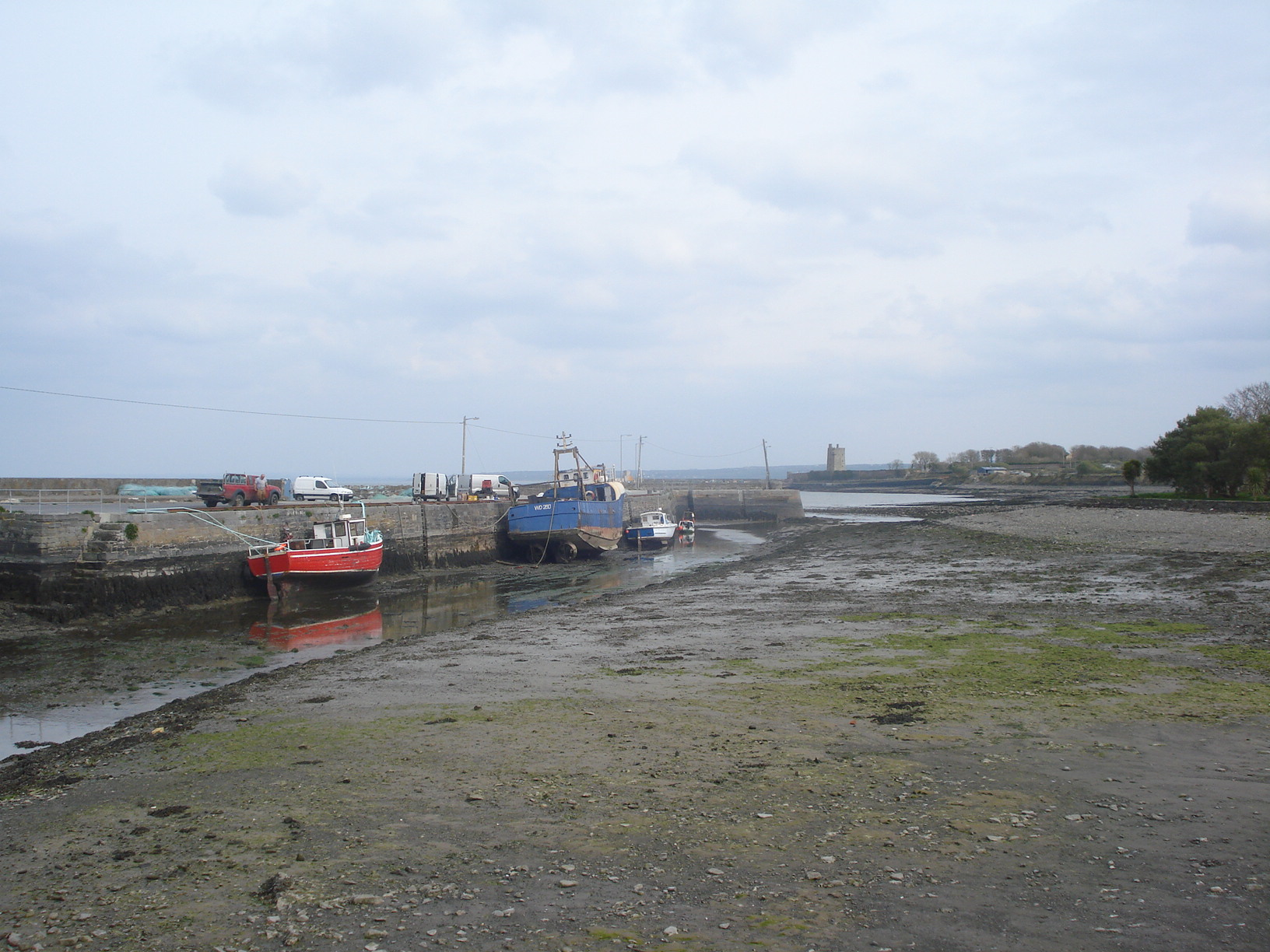
De oude kade aan de Moyarta met enkele vissersschepen

In en om Carrigaholt is een uitgebreid landbouwgebied met veel veeteelt. De invloed van de visserij is sterk teruggelopen maar er zijn nog steeds een aantal vissers actief die hun waren leveren aan een lokale visverwerker/visgroothandel.
Het dorp is sterk actief in het toerisme. Carrigaholt en omgeving huisvesten meerdere kampeerterreinen en B&Bs. Bekendste toeristische voorziening is de Carrigaholt Dolphin Watch, dat bootreisjes over de Shannon organiseert om de dolfijnen te bekijken. De Carrigaholt Sea Angling Centre organiseert visreisjes op de Shannon en Atlantische Oceaan. Veel bezoekers komen ook voor een bezoek aan Carrigaholt Castle.

## Voorzieningen
Carrigaholt heeft twee pubs, een pub/restaurant, een pub/winkel, een postkantoor en enkele winkels. Verder is er de Church of the Blessed Virgin Mary en een lagere school. Coláiste Eoghain Uí Chomhraídhe, of Irish College, een taalinstituut gespecialiseerd in de Ierse taal ligt iets buiten het dorp.
De "Church of the Blessed Virgin Mary" werd gebouwd in de periode 1832-1833. Op dat moment was het een kerk van de parochie Moyarta en Kilballyowen. Bij de splitsing in 1878 werd in feite de middeleeuwse parochie herstelt.

## Transport
Het dorp is ligt aan de R488 dat het dorp via de R487 verbindt met Kilkee.